# Nebanice
Nebanice (Duits: Nebanitz) is een gemeente in de Tsjechische regio Karlsbad. De gemeente ligt op 423 meter hoogte, ongeveer 10 kilometer ten noordoosten van Cheb. De eerste vermelding van het dorp stamt uit het jaar 1392.
Nebanice heeft een eigen spoorwegstation, station Nebanice, aan de spoorlijn van Františkovy Lázně naar Sokolov. Ook de rivier de Eger stroomt door de gemeente.
Aš · 
Cheb · 
Dolní Žandov · 
Drmoul · 
Františkovy Lázně · 
Hazlov · 
Hranice · 
Krásná · 
Křižovatka · 
Lázně Kynžvart · 
Libá · 
Lipová · 
Luby · 
Mariënbad (Mariánské Lázně) · 
Milhostov · 
Milíkov · 
Mnichov · 
Nebanice · 
Nový Kostel · 
Odrava · 
Okrouhlá · 
Ovesné Kladruby · 
Plesná · 
Podhradí · 
Pomezí nad Ohří · 
Poustka · 
Prameny · 
Skalná · 
Stará Voda · 
Teplá · 
Trstěnice · 
Třebeň · 
Tři Sekery · 
Tuřany · 
Valy · 
Velká Hleďsebe · 
Velký Luh · 
Vlkovice · 
Vojtanov · 
Zádub-Závišín